# Lolobo (Yamoussoukro)
Lolobo est une ville située au centre de la Côte d'Ivoire et appartenant au département d'Attiégouakro, District de Yamoussoukro, dans la Région des Lacs. La localité de Lolobo est un chef-lieu de sous-préfecture .